# Nyx (Raumschiff)
Nyx ist ein in Entwicklung befindliches Raumschiff des deutsch-französischen Start-ups The Exploration Company. Das Unternehmen entwickelt mehrere Versionen der Raumkapsel. Nyx Earth ist für Frachtmissionen in niedrige Erdumlaufbahnen konzipiert, beispielsweise Versorgungsmissionen für Raumstationen. Angepasste Raumschiffe sollen für Missionen zum Mond und in den cislunaren Weltraum eingesetzt werden können, etwa zur geplanten Raumstation Lunar Gateway. Das Raumschiff soll zunächst für den Transport von Fracht ausgelegt sein, aber langfristig auch für bemannte Missionen weiterentwickelt werden. Benannt ist das Raumschiff nach der griechischen Göttin der Nacht. 

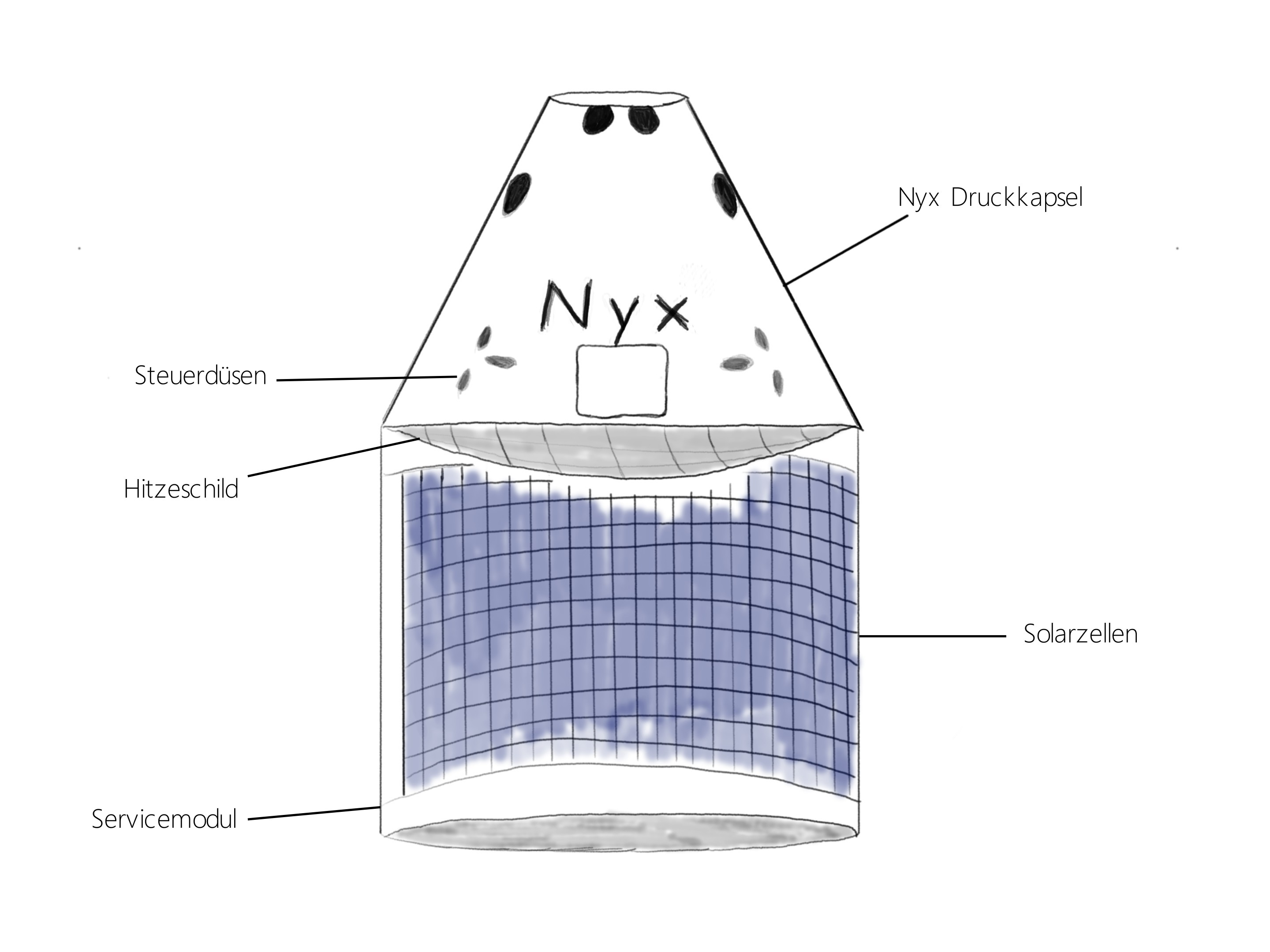
Zeichnung des Nyx Konzeptes

## Nyx Earth

### Missionsprofil
Nyx Earth wird für den Frachttransport in niedrige Erdumlaufbahnen entwickelt. Das Raumschiff soll einen Durchmesser von 4,5 Metern und eine Gesamtmasse von circa  8 Tonnen haben und in der Lage sein, 4 Tonnen Nutzlast in niedrige Erdumlaufbahnen zu befördern. Ein Teil der Nutzlast soll dabei in einer Druckumgebung im Inneren der Kapsel befördert werden, während im nicht-wiederverwendbaren Servicemodul weitere Facht außerhalb der Druckumgebung befördert wird. Das Servicemodul soll per Photovoltaik Strom zur Verfügung stellen. Im Juli 2024 gab die Firma einen Preis von 20.000 $ pro Kilogramm außerhalb der Druckumgebung an, für ein Kilogramm innerhalb der Druckumgebung sollen 25.000 $ berechnet werden. Eine komplette Mission soll zum Preis von 150 Millionen Dollar angeboten werden.
2024 und 2025 sollen zunächst zwei Demonstrationsflüge kleinerer Prototypen absolviert werden. Angestrebt wird ein erster Flug von Nyx im Jahr 2027.
Nyx soll auf unterschiedlichen Trägerraketen gestartet werden können.

### Antrieb
Nyx Earth soll vom Triebwerk Mistral aus eigener Entwicklung der Exploration Company angetrieben werden. Als Treibstoff soll Wasserstoffperoxid verwendet werden. Das Triebwerk soll ab 2024 hergestellt werden, dabei sollen auch 3D-Drucker des deutschen Unternehmens Trumpf verwendet werden.

### Produktion
Nyx wird im bayerischen Planegg hergestellt und zusammengebaut, circa 60 Mitarbeiter arbeiteten im November 2023 vor Ort. Der Prototyp Bikini wurde in Bordeaux gefertigt, der größere Testartikel Mission Possible in Planegg. Laut Exploration Company habe die Kapsel der Mission Possible 20 Millionen Euro gekostet und sei in zwei Jahren hergestellt worden.

### Demonstrationsflüge

#### Bikini
Der Prototyp Bikini sollte ursprünglich mit dem Jungfernflug der Trägerrakete Ariane 6 gestartet werden. Zwischenzeitlich entschied sich das Unternehmen, auf einen Rideshare-Flug einer PSLV-Rakete der Indischen Raumfahrtbehörde (ISRO) auszuweichen, da sich der Erststart der Ariane 6 verzögerte. Weil sich auch der Start des PSLV verzögerte, wurde Bikini jedoch wieder auf die Ariane 6 zurückgebucht.
Das Demonstrations-Vehikel Bikini hatte einen Durchmesser von 60 cm und eine Masse von 40 kg. Es war ein kleinerer Prototyp von Nyx zur Erprobung technischer und aerodynamische Eigenschaften. Bikini sollte bei Eintritt in die Erdatmosphäre (mit einer Geschwindigkeit von 28.800 km/h) abbremsen und hätte sich dabei auf eine Temperatur von über 2100 °C erhitzt. Die Herstellung und Qualifizierung des Prototyps fand innerhalb von neun Monaten zu einem Preis von 2 Millionen Euro statt. Diese verhältnismäßig schnelle und günstige Produktion wurde durch Verwendung von herkömmlichen Bauteilen erreicht, die nicht speziell für die Raumfahrt angepasst wurden. Bikini besaß keine Triebwerke zur Lagekontrolle und sollte durch festinstallierte Steuerflächen stabilisiert werden. Diese Risiken wurden in Kauf genommen, um die Entwicklung von Nyx zu beschleunigen. Die Mission sollte insgesamt drei Stunden dauern und mit einer Wasserung im Meer enden.
Die erste Ariane 6 startete am 9. Juli 2024 mit Bikini als einer von zehn auszusetzenden Nutzlasten. Da die dritte Zündung des Triebwerks der zweiten Raketenstufe fehlschlug, wurde der geplante Aussetzorbit für Bikini nicht erreicht. Die Raketenstufe verblieb mit Bikini und einer weiteren Nutzlast im Orbit, da wegen des Antriebsausfalls kein Deorbiting erfolgte. Laut Exploration Company habe man durch den Test dennoch Daten sammeln können und so das Risiko der nächsten Flüge reduzieren können.

#### Mission Possible
Am 24. Juni 2025 (MESZ) wurde ein größerer Prototyp mit dem Namen „Mission Possible“ mit einer Falcon-9-Trägerrakete des amerikanischen Unternehmens SpaceX gestartet. Die Kapsel soll mit 2,5 m Durchmesser und circa 2 t Masse deutlich größer als Bikini sein. An Bord der Kapsel sollen sich etwa 300 kg Nutzlast befinden, darunter die Aschekapseln einer Weltraumbestattung des Unternehmens Celestis. Bei der Mission blieb der Prototyp zunächst zweieinhalb Stunden lang an der Oberstufe der Trägerrakete befestigt; währenddessen waren Experimente in Mikrogravitation möglich. Vor dem Wiedereintritt in die Atmosphäre wurde der Prototyp von der Oberstufe getrennt, um sich dann autonom, mit dem Hitzeschild voraus, für den Wiedereintritt auszurichten. Anschließend soll das Raumschiff an Fallschirmen abgebremst und nach einer Wasserung geborgen werden. Einige Minuten vor der geplanten Wasserung ging der Funkkontakt mit der Kapsel verloren; die Exploration Company wertete die Mission als Teilerfolg.
Für Kunden wurde ein Kilogramm Nutzlast auf dieser Mission für 1.500 € angeboten.

### Geplante Missionen

#### Kommerzielles Frachtprogramm der ESA
Die Exploration Company gab ein Angebot zur Entwicklung von Nyx auf die Ausschreibung des kommerziellen Frachtprogramms der Europäischen Weltraumorganisation (ESA) ab. Im Dezember 2023 gab das Unternehmen bekannt, die Auflagen des Lastenhefts erfüllt zu haben. Nach einem Ratstreffen der ESA-Mitgliedsländer im November 2023 waren die Anforderungen für die Nutzlast auf 4 Tonnen in die Erdumlaufbahn und 2 Tonnen zurück zur Erde angehoben worden. Konkurrenzentwürfe zu Nyx hatten vor der Anhebung zunächst geringere Nutzlastkapazitäten. Nyx wurde im Mai 2024 neben einem Entwurf von Thales Alenia als ein Konzept zur weiteren Entwicklung ausgewählt. Eine zweite Ausschreibungsrunde des Programms soll für einen Testflug eines Frachtraumschiffs stattfinden. Die Leiterin des Programms, Astronautin Samantha Cristoforetti, rief dazu auf, das Budget des Programms zu erhöhen; das Magazin Ars Technica zeigte sich angesichts der geringen Förderhöhe skeptisch darüber, ob die Finanzierung ausreiche, um innerhalb des ambitionierten Zeitplans ein einsatzbereites Raumfahrzeug zu entwickeln. Die ESA hofft, aus dem Frachtprogramm langfristig auch Fähigkeiten für die bemannte Raumfahrt abzuleiten.
Für 2027 wird angestrebt, mit der Mission Odyssey den ersten Flug im Frachtprogramm durchzuführen, dies soll zugleich der Jungfernflug des Raumschiffs sein.

#### Private Raumstationen
September 2023 unterzeichnete The Exploration Company eine Vorbuchungsvereinbarung für Frachtdienste mit dem amerikanischen Start-up Axiom Space, dessen Ziel es ist, eine private Raumstation zu betreiben. Im Rahmen dieser Vereinbarung soll die Exploration Company mit Nyx ab Ende 2027 Versorgungs- und Transportmissionen zur Raumstation von Axiom Space fliegen.
Auch die geplante private Raumstation Starlab möchte die Exploration Company mit Nyx versorgen.

## Nyx für Mondmissionen
Nyx ist auch für Mondmissionen vorgesehen. Dazu soll das Raumschiff angepasst werden. So soll es in der Lage sein, Fracht zum zukünftigen Lunar Gateway zu befördern und auf dem Mond zu landen. Nach einer Landung soll es auch Distanzen auf dem Mond überwinden können.
Die Firma gab im August 2024 an, der Preis für ein Kilogramm zur Mondoberfläche solle 200.000 € betragen.
Das Navigationssystem der Mondvariante von Nyx möchte die Exploration Company 2025 auf dem ersten LSAS-Mondflug des Raumfahrtkonzerns OHB erproben.

### Antrieb
Das ebenfalls selbstentwickelte Triebwerk Huracán soll die Mondvariante von Nyx antreiben, aber auch für die Oberstufen von kleinen Trägerraketen und andere orbitale Fahrzeuge geeignet sein. Hergestellt wird es wie Mistral im 3D-Druck. In einer Testserie, die sich bis Februar 2024 erstreckte, wurde das Triebwerk über 8 Male insgesamt 560 s lang gezündet. Die Tests erfolgten am Institut für Raumfahrtantriebe des Deutschen Zentrum für Luft und Raumfahrt (DLR) in Lampoldshausen.

## Missionsliste
| Missionsname     | Startdatum (UTC) | Startplatz | Trägerrakete | Anmerkungen |
| ---------------- | ---------------- | ---------- | ------------ | --- |
| Nyx Bikini       | 9. Juli 2024     | CSG        | Ariane 62    | Fehlschlag Die Zweitstufe der Rakete erreichte nicht die geplante Flugbahn und stürzte zusammen mit Nyx Bikini zurück zur Erde. |
| Mission Possible | 23. Juni 2025    | VSFB       | Falcon 9     | Teilerfolg Kontaktverlust nach dem Wiedereintritt                                                                               |